# Cellar door

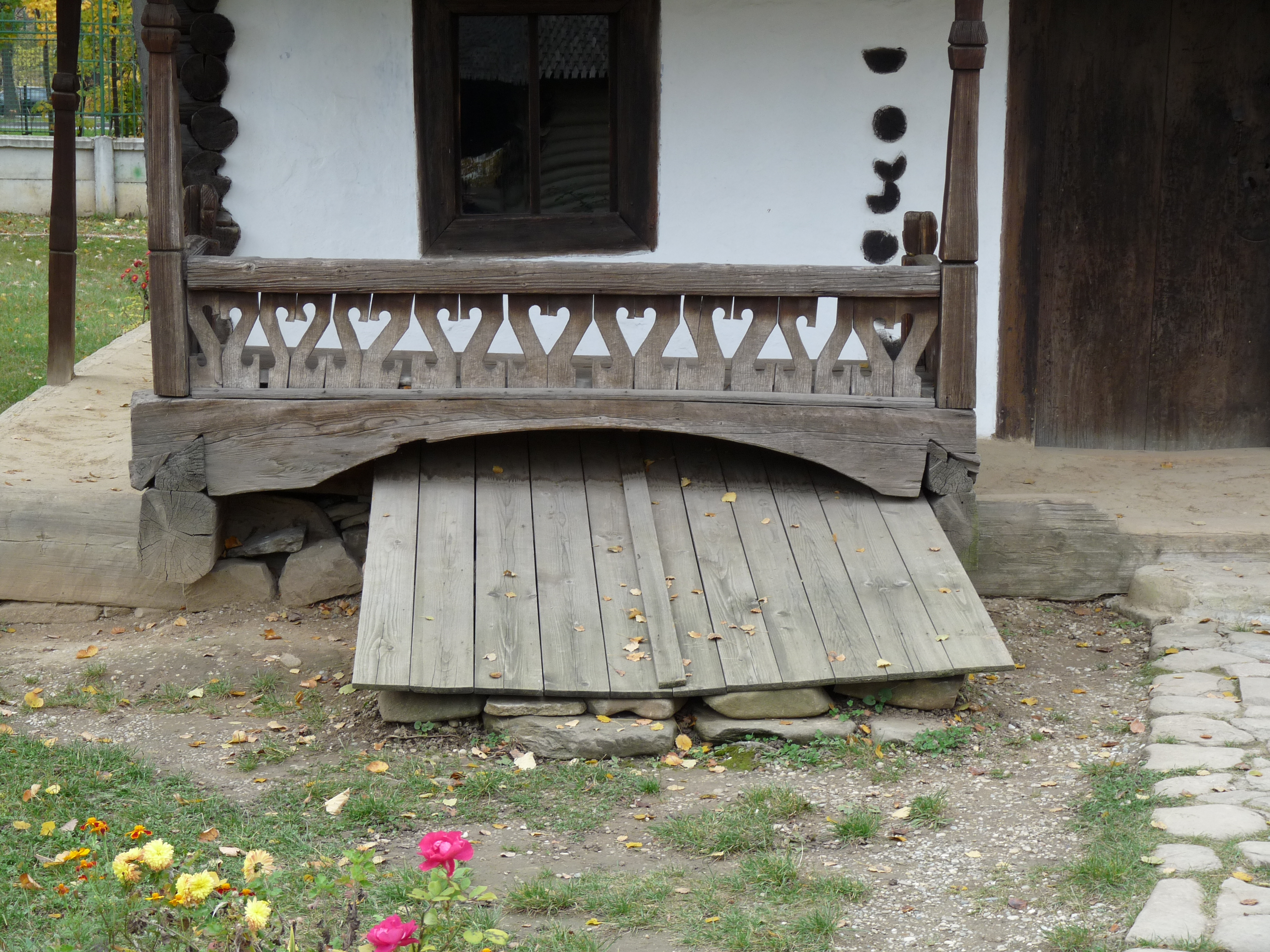
Drzwi do piwnicy XIX-wiecznego domu w Rumunii

Cellar door (pol. „drzwi do piwnicy”, wym. /ˈsɛlə ˈdɔː(ɹ)/) – złożenie w języku angielskim, często podawane jako przykład estetycznego brzmieniowo połączenia słów (eufonii), zwłaszcza gdy jest oceniane w oderwaniu od desygnatów tych słów. Słowa te były określane jako jedne z najpiękniejszych lub nawet jako najpiękniejsze w całym języku angielskim; pogląd ten przypisywano różnym pisarzom, naukowcom, a nawet nieanglojęzycznemu cudzoziemcowi.

## Eufonia
Znaczenie wyrażenia „cellar door” wynika wprost z jego składowych i oznacza drzwi prowadzące z zewnątrz budynku do jego piwnicy. Od XIX wieku wiele amerykańskich domów miało skośnie ustawione parzyste drzwi, po otwarciu prowadzące na schody do piwnicy. W połowie XX wieku ten rustykalny element domów był już rzadkością, a w 1953 roku William Chapman White pisał w „New York Herald Tribune”:

Nowoczesne domy pozbawiły dziś dzieci przyjemności zjeżdżania po drzwiach piwnicy w letnie popołudnie. Nie jest jasne, co dokładnie się stało z pochyłymi drzwiami do piwnicy (...) chociaż piwnice zostały, nic nie zniknęło tak cicho ze współczesnego życia jak te drzwi piwnicy.

Geoff Nunberg zasugerował, że użycie semantycznie trywialnego wyrażenia do zilustrowania idei piękna jest dla estetów okazją do „odkrywania piękna w nazwach prozaicznych rzeczy”. Ponadto uważał, że cechy fonetyczne wyrażenia „cellar door” nie są istotne ze względów czysto słuchowych, ale też ze względu na fonologiczne związki z językami „nasyconymi romantycznymi uprzedzeniami”.
Nunberg zauważył również, że semantyka „cellar door” nie pozostaje zupełnie bez znaczenia: zwyczajne drzwi mogą być przejściem do innego świata, jak w powieści Lew, czarownica i stara szafa C.S. Lewisa lub królicza nora w Alicji w Krainie Czarów Lewisa Carrolla. Pomysł ten został wykorzystany w filmie Donnie Darko, w którym samo wyrażenie „cellar door” jest wspomniane w jednej ze scen, a prawdziwe drzwi do piwnicy pokazują się, w złowieszczym kontekście, w innej scenie.

## Historia
W 2010 roku amerykański leksykograf Grant Barrett omówił mem „cellar door” w prowadzonej przez siebie kolumnie poświęconej językowi w „New York Times”. Najwcześniejszy z cytowanych przez niego przykładów pochodzi z opublikowanej w 1903 roku powieści Gee-Boy Cyrusa Laurona Hoopera, gdzie słowa te przypisane są pewnemu „włoskiemu geniuszowi”. Barrett przypuszcza, że pomysł powstał w okresie, gdy Hooper pisał swoją powieść. William Dean Howells w wydaniu „Harper’s Magazine” z marca 1905 przypisuje „wytwornemu Hiszpanowi” cytat: „twój język również ma miękko brzmiące i piękne słowa, ale te nie zawsze są doceniane. Cóż może brzmieć bardziej jak muzyka, niż słowa cellar door?
Artykuły Franka Colby'ego z 1949 i L. M. Boyda z 1979 zawierały tezę, że „cellar door” były ulubionymi słowami Edgara Allana Poe i że refren „Nevermore” z Kruka został wybrany jako najbliższe słowom „cellar door”, jakie autor mógł wymyślić. To z kolei mogło pochodzić z eseju Almy Blount z 1914 roku:

Poe, który dokładnie badał efekty dźwiękowe, twierdził, że wybrał słowo „Nevermore” w „Kruku” głównie z tego powodu, że słowo to zawiera najbardziej dźwięczną samogłoskę, o, a także najbardziej „twórczą” spółgłoskę – „r”. Przytaczana jest zabawna historia o włoskiej damie, która nie znała słowa po angielsku, ale która słysząc słowa cellar door była przekonana, że wyrażenie to musi pochodzić z języka muzycznego. Gdyby to wyrażenie nie było w naszych umysłach beznadziejnie przywiązane do jego skromnego znaczenia, my też moglibyśmy być oczarowani połączeniem spółgłosek szczelinowych, płynnych i samogłosek.

W 1919 roku, gdy prohibicja w Stanach Zjednoczonych właśnie miała wejść w życie, czasopismo „Cartoons” w żartobliwy sposób przewidywało powstanie nielegalnych lokali z alkoholem (speakeasies) ukrytych w piwnicach:

Ten profesor z Eastern Connecticut State University, który powiedział kiedyś, że cellar-door jest najpiękniejszym słowem w języku angielskim, mówił proroczo (...) nawet jeśli cellar-door nie jest najpiękniejszym, prawdopodobnie teraz great drought [ang. „wielka susza”] jest u nas najpopularniejszym...

Rytmiczne lub muzyczne zalety omawianego wyrażenia były przywoływane przez H.L. Menckena w 1920, Davida Allena Robertsona w 1921, i George’a Jeana Nathana w 1935. W 1932 poeta Wilfred J. Funk opublikował w wydawnictwie Funk & Wagnalls słownik, w którym znalazła się lista dziesięciu najpiękniejszych słów; „cellar door” na niej nie było. Kiedy na ten temat przeprowadzono ankietę wśród pisarzy, troje z nich, Hendrik Willem van Loon, Dorothy Parker, i Albert Payson Terhune, w swoich zestawieniach uwzględniło „cellar door”. „The Baltimore Sun” skomentował:

Trzech poetów zapytanych o ich preferencje zgodziło się, że rytm słowa i jego powiązania są dużo ważniejsze w ocenie jego piękna od samego dźwięku (...) Chociaż pisarze w Baltimore wykazali szerokie rozbieżności w swoich typowaniach, żaden z nich nie mógł zrozumieć, dlaczego autorzy z Nowego Jorku widzą „cellar door” na szczycie rankingu.

Ustęp z eseju J.R.R. Tolkiena z 1955 roku „English and Welsh” bywał błędnie cytowany jako źródło pochodzenia tego pomysłu:

Większość anglojęzycznych ludzi...przyzna że cellar door jest 'piękne', zwłaszcza gdy oderwane od jego wrażenia (i pisowni). Piękniejsze niż say, sky, i znacznie piękniejsze niż beautiful. Tak więc walijski zawiera dla mnie nad wyraz wiele cellar doors, a przechodząc na wyższy poziom obfituje też w słowa, w których znajduje przyjemność kontemplacji połączonych brzmienia i znaczenia.

Nastoletni bohater powieści Normana Mailera z 1967 roku Why Are We in Vietnam? przypisuje pomysł „językowej komisji profesorów (...) z 1936 roku”. Richard Lederer w Crazy English twierdzi, że H.L. Mencken w ankiecie z 1940 roku cytował „studenta z Chin” jako autora tej obserwacji.
Jacques Barzun w 1991 roku napisał:

Odkryłem jego ulotny charakter wiele lat temu, gdy mój przyjaciel Japończyk, z którym wielokrotnie rozmawiałem o literaturze, powiedział mi, że dla niego i niektórych jego anglojęzycznych przyjaciół najpiękniejszym słowem w tym języku jest „cellardoor”. Dla mnie nie było ono piękne i zastanawiałem się, w czym kryje się jego sugestywność dla Japończyków. Czy dlatego, że uważają l i r za trudne do wymówienia, a dzięki temu słowo wydaje się niedostępne i fascynujące? Spytałem Tatsuo Sakumę, tego przyjaciela, i dowiedziałem się, że nigdy nie widział amerykańskich drzwi do piwnicy, ani wewnątrz, ani na zewnątrz domu – typowych dwóch klap pod pochyłym gzymsem. Nie ma wątpliwości, że brak znajomości tego obrazu przydawał słowu uroku. Podobało mu się również, gdy idąc do restauracji słyszał kelnera pytającego, czy chciałby „sałatkę czy smażone warzywa” („salad or roast vegetables”), ponieważ i tym razem słyszał połączenie 'salad or'. Stwierdziłem, że jego brak uroku dla mówiących po angielsku leżał po prostu w jego znaczeniu. Ma l i r, d i długie o uwielbiane przez analizujących muzykę, ale jest przyziemne. Porównajcie je z „celandine” [ang. jaskółcze ziele], obraz kwiatu od razu sprawia, że dźwięk słowa wydaje się piękny.

W końcu, uwaga ta przypisywana była „znanemu językoznawcy” w dialogu w Donnie Darko. Pytany o pochodzenie tego zdania, scenarzysta i reżyser Richard Kelly wskazał Edgara Allana Poe jako możliwe źródło.
Denis Norden spytany o jego ulubione słowo w 2008, powiedział:

Kiedy chodziłem do szkoły nauczyciel powiedział mi, że najpiękniejsze słowo w języku angielskim to „cellar door” i uwierzyłem mu, mimo że są to właściwie dwa słowa, i uznałem je za swoje. Wiele lat później odkryłem, że słowo, które miał na myśli to „celador”. Mimo to wciąż jest moim ulubionym.

Paul Smith, który wyprodukował show Nordena It’ll be Alright on the Night, był później współzałożycielem wytwórni filmowej i telewizyjnej Celador Productions, producenta m.in. teleturnieju Who Wants to Be a Millionaire?, w Polsce znanego jako Milionerzy.